# 灵巧榧螺
灵巧榧螺（学名：Oliva todosina），是新腹足目榧螺科榧螺属的一种。主要分布于中国大陆，常栖息在潮下带。

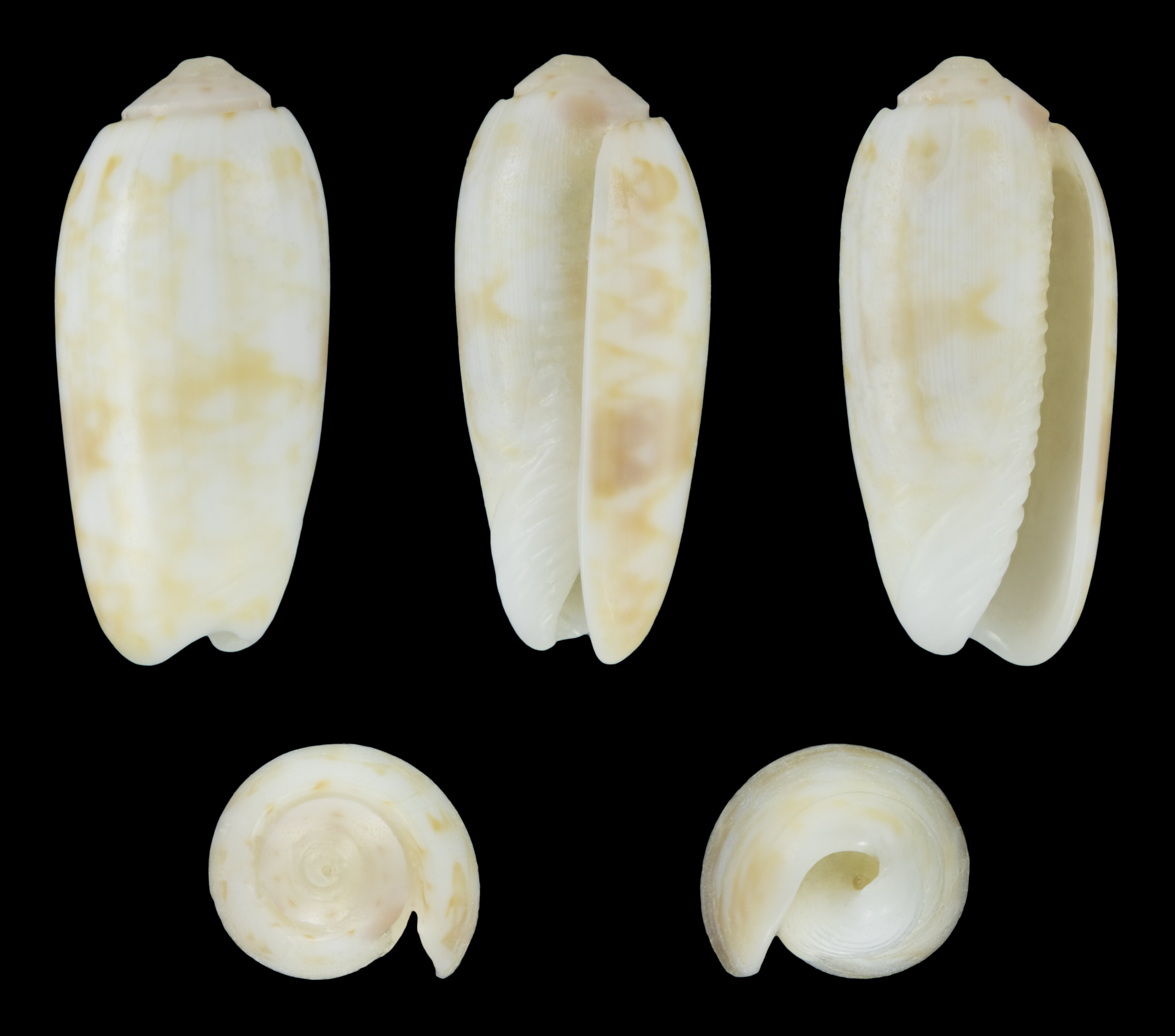
var. lepida